# Portrait de Thomas More
Le portrait de Sir Thomas More est une peinture sur panneau de chêne de Thomas More par le peintre et graveur allemand Hans Holbein le Jeune, commissionnée en 1527 et exposée à la Frick Collection à New York.

## Histoire
L’œuvre est créée au cours de la période à partir de 1526 quand Holbein vit à Londres. Il y gagne l'amitié de l'humaniste hollandais Érasme qui lui recommande de se lier d'amitié avec More, alors puissant président anobli du parlement anglais.
Un dessin à la gouache étroitement associé, mais probablement pas directement préparatoire, du tableau se trouve dans la Royal Collection et une copie à la National Portrait Gallery, probablement « peint en Italie ou en Autriche au début du XVIIe siècle ». Il est possible que ce soit la version cataloguée à la galerie Leuchtenberg (en) en 1852.
Un autre portrait de More par Holbein, partie d'un grand portrait de groupe de sa famille, est aujourd'hui perdu, mais plusieurs dessins (aussi principalement dans la Royal Collection) et copies nous sont parvenus

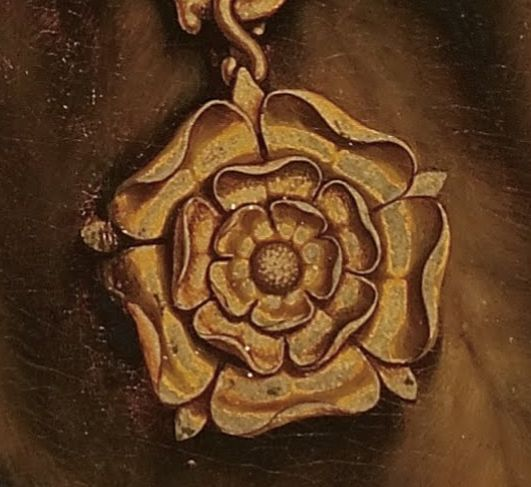
Détail de la rose Tudor.

## Source de la traduction
- (en) Cet article est partiellement ou en totalité issu de l’article de Wikipédia en anglais intitulé « Portrait of Sir Thomas More (Holbein) » (voir la liste des auteurs).